# Rockneby
Rockneby – miejscowość (tätort) w Szwecji, w regionie administracyjnym (län) Kalmar, w gminie Kalmar.
Według danych Szwedzkiego Urzędu Statystycznego liczba ludności wyniosła: 898 (31 grudnia 2015), 933 (31 grudnia 2018) i 960 (31 grudnia 2019).